# Attalia (település)
Attalia az Amerikai Egyesült Államok északnyugati részén, Washington állam Walla Walla megyéjében elhelyezkedő kísértetváros.
Attalia postahivatala 1906 és 1952 között működött. A település nevét egy olaszországi helyszínről kapta.
Az 1920-as években az olajkitermelésre törekvő próbálkozások voltak.

## Fordítás
- Ez a szócikk részben vagy egészben  az   Attalia, Washington című angol Wikipédia-szócikk ezen változatának fordításán alapul.  Az eredeti cikk szerkesztőit annak laptörténete sorolja fel. Ez a jelzés csupán a megfogalmazás eredetét és a szerzői jogokat jelzi, nem szolgál a cikkben szereplő információk forrásmegjelöléseként.